# 西里基·登贝莱
本·西里基·登贝莱（法語：Ben Siriki Dembélé；1996年9月7日—）是一名科特迪瓦足球運動員，司職翼鋒，現時效力英冠球會牛津联。

## 球會生涯

### 早年
登贝莱生於科特迪瓦布瓦夫萊。2004年，他與家人一起搬到蘇格蘭加文定居，並在邓迪联學習踢球，2015年轉到艾爾聯的U20。
2016年，登贝莱與數名業餘球員一起接受耐克足球學院試訓，並成功獲得取錄。在學院期間，他曾到英格蘭足球冠軍聯賽球會巴恩斯利和哈德斯菲尔德試訓，並曾一度嘗試簽下他，但後來他因為受傷而告吹。

### 格林斯比镇
2017年5月25日，他加盟英格蘭足球乙級聯賽球會格林斯比镇，簽約一年，而球會有一年延長權。8月5日以3比1擊敗切斯特菲尔德的比賽，是次首次職業上場。比賽中他帶球跑動越過三名防守球員，交出直傳球給隊友萨姆·琼斯使他打進一球，把比數拉開至2比0領先。2017年10月7日對韦尔港的比賽，他打進了在球會首顆進球，使球隊以2-1取勝。十天後對車頓咸的比賽，他亦取得進球，使球隊以3-2勝出。
2018年6月，他遞交了轉會申請。

### 彼得伯勒
2018件6月22日，他轉會至彼得伯勒联並簽約三年，轉會費沒有公佈。

### 伯恩茅斯
2022年1月31日，登且萊轉投英冠璫會伯恩茅斯，簽約三年半。2022年2月12日對黑池的比賽，他在比賽結束前替球隊打進致勝球，同時這是他在球會首個進球。
2023年1月31日，他被外借到法甲球會歐塞爾至季末。

### 伯明翰城
2023年7月14日，他轉投英冠球會伯明翰，轉會費沒有公佈。

## 個人生活
登贝莱的弟弟卡拉莫科·登贝莱也是一名職業足球員，他們都有資格代表英格蘭、蘇格蘭和科特迪瓦參加國際賽。西里基是一名穆斯林，並在足球生涯期間遵守齋戒。

## 外部連結
- 足球数据库：Siriki Dembélé的球员统计数据
- Soccerway資料庫：西里基·登贝莱